# Астрагал український
Астрагал український (Astragalus ucrainicus) — багаторічна роду астрагал родини бобові.

## Поширення
Приурочений до крейдяних та вапнякових відслонень, рідше — в степові місцевості. В межах України поширений в степу та на сході Лісостепу.

## Систематика
За даними сайту The Plant List астрагал український (Astragalus ucrainicus) є синонімом Astragalus subuliformis DC. (астрагал шилуватий).